# Sascha Kirschstein
Sascha Kirschstein (Braunschweig, 9 giugno 1980) è un ex calciatore tedesco, di ruolo portiere.

## Biografia
Kirschstein ha tatuata sul corpo la data del suo esordio in Bundesliga, 26 novembre 2005.

## Carriera
Kirschstein inizia a giocare nel TSV Eintracht 95 Braunschweig. Successivamente passa al Rot-Weiss Essen (terza divisione) e con le sue parate trascina la squadra alla promozione in seconda divisione nella stagione 2003-2004.
Le sue prestazioni non passano inosservate, e l'anno successivo viene acquistato dall'Amburgo dove si trova a competere con Stefan Wächter e Martin Pieckenhagen per il posto da titolare. Per avere la sua chance da titolare deve attendere sino a novembre 2005, ma le sue buone prestazioni unite a una serie di errori del titolare Wächter convincono l'allenatore Thomas Doll a lasciarlo stabilmente in campo a partire dal marzo 2006.
Con il nuovo acquisto tra i pali dell'esperto Frank Rost, Kirschstein non troverà più spazio tra i titolari, causa che lo porterà ad accasarsi nella stagione 2007-2008 in Zweite Bundesliga nel Greuther Fürth.
Nel luglio 2009 si trasferisce al Rot Weiss Ahlen.